# Feld-Fluss-Fraktionierung
Die Feld-Fluss-Fraktionierung (englisch field-flow fractionation; abgekürzt: FFF) ist eine Technik der analytischen Chemie. Die Feld-Fluss-Fraktionierung zeigt Parallelen zur Flüssigchromatographie und Gel-Permeations-Chromatographie. Die Trennung findet hier jedoch nicht in Säulen, sondern in der Regel in Flusskanälen statt.

## Eigenschaften
Typische Anwendungen sind die Analyse von Nanopartikeln, Makromolekülen wie synthetischen Polymeren, Biopolymeren (z. B. Polysaccharide) und Proteinen. Ein Vorteil aller FFF-Systeme ist das über die Software frei einstellbare Trennfeld. Somit können verschiedene Proben hintereinander ohne Säulenwechsel vermessen werden. In den FFF-Systemen treten kaum Wechselwirkungen oder Scherkräfte auf; somit sind die Systeme für schwierigste Proben geeignet, durch ein Hochtemperatur-FFF-System wird z. B. Polyethylen analysiert. Eine weitere Form der Feldflussfraktionierung ist die Hohlfaser-FFF (HF5).

## Geschichte
Die Technik wurde im Jahr 1966 von John Calvin Giddings (* 1930; † 1996) an der University of Utah in Salt Lake City, USA erfunden und patentiert.
Giddings forschte unter anderem im Bereich der Chromatographie. Bekannt wurde er jedoch für seine Arbeiten auf dem Gebiet der Feld-Fluss-Fraktionierung. Er war Gründer des „Field-Flow Fractionation Research Center“ (FFFresearch Center) an der University of Utah. Dort entwickelte und beschrieb er zusammen mit seinen Mitarbeitern und Kollegen in mehreren Publikationen die „Theory der Field-Flow Fractionation“ und auch die meisten der bislang bekannten Varianten der Field-Flow Fractionation. Giddings und sein Team entwickelten dort zunächst die Thermal Field-Flow Fractionation (thermische Feld-Fluss-Fraktionierung) im Jahr 1969, gefolgt von der Sedimentation Field-Flow Fractionation (Sedimentations-Feld-Fluss-Fraktionierung) im Jahr 1974, der Flow Field-Flow Fractionation (Fluss-Feld-Fluss-Fraktionierung) 1976 und schließlich der Split Flow Thin Cell Fractionation (SPLITT) 1985. Die von Giddings 1986 gegründete Firma zur Kommerzialisierung der FFF-Technik FFFractionation wurde 2001 mit dem Unternehmen Postnova fusioniert.

## Prinzip
Die Field-Flow Fractionation ist eine Trennmethode mit unterschiedlichen Varianten. Diese FFF-Varianten verwenden alle das gleiche generelle Trennprinzip, jedoch unterscheiden sie sich durch die Anwendung verschiedener Trennfelder bzw. -kräfte. Je nach eingesetztem Trennfeld, spricht man daher von Flow Field-Flow Fractionation, Magnetic Field-Flow Fractionation, Sedimentation Field-Flow Fractionation, Thermal Field-Flow Fractionation oder Gravimetric Field-Flow Fractionation. In jüngerer Zeit wurde auch die Hollow Fiber Field Flow Fractionation (HF5) fortentwickelt. Die HF5 nutzt anstelle der Flachmembran in der Trennkammer eine Hohlfaser mit rundem Querschnitt in einer Kunststoffkartusche für den Trennvorgang.
Es gibt auch eine präparative Variante, welche Split Flow Thin Cell Fractionation (auch SPLITT Field-Flow Fractionation) genannt wird. Insgesamt bietet die FFF-Methode eine schnelle, schonende und hochauflösende Trennung von Proteinen, Polymeren, Biopolymeren und partikulären Substanzen in flüssigen Medien im Größenbereich von 1 nm bis 100 µm und 1 kDa bis in den Megadalton-Bereich. Damit übersteigt der Trennbereich den einer einzelnen chromatographischen Säule bei Weitem. Dabei läuft die Trennung ohne Säule in einem offenen, flachen und laminar durchströmten Trennkanal ab, der keinerlei stationäre Phase enthält. Aufgrund des parabolischen Strömungsgeschwindigkeitsprofils innerhalb des Kanals nimmt die absolute Fließgeschwindigkeit von der Kanalober- bzw. Kanalunterseite her zum Kanalmittelpunkt hin zu, wobei im Zentrum des Kanals die höchste Strömungsgeschwindigkeit herrscht.
Je nach eingesetzter Variante der Feld-Fluss-Fraktionierung kommen unterschiedliche Trennfelder zum Einsatz, wie z. B. ein zweiter Flüssigkeitsstrom (Flow FFF), Zentrifugalkräfte (Sedimentation FFF), Temperaturgradienten (Thermal FFF) oder auch nur die Gravitation der Erde (Gravitational FFF). Diese Trennfelder werden dabei üblicherweise im rechten Winkel zur laminaren Kanalströmung angelegt. Unter dem Einfluss dieser Trennfelder und der entgegen gerichteten Diffusion der zu trennenden Teilchen stellt sich ein dynamisches Gleichgewicht der Kräfte ein. Treibende Kraft dieser Diffusion ist die Brown’sche Molekülbewegung. Kleinere Teilchen bewegen sich dabei stärker, große schwächer. Für kleine Teilchen mit starker Eigendiffusion liegt die Gleichgewichtslage deswegen räumlich höher im Strömungskanal als für größere Teilchen mit geringer Diffusion. Aufgrund der im Kanal vorherrschenden parabolischen Strömung befinden sich die kleinen Teilchen im zeitlichen Mittel in schnelleren Strömungslinien und werden daher vor den größeren Teilchen aus dem Kanal eluiert. Dies führt zu einem gegenüber der Größenausschlusschromatographie umgekehrten Elutionsprofil, d. h., zuerst erscheinen die kleinen, danach die großen Teilchen. Koppelt man die FFF-Trennung mit Chromatographie-Detektoren, wie z. B. Lichtstreuungs- und Absorptionsphotometern, Brechungsindexmessung, Fluoreszenzspektroskopie oder Massenspektrometern, erhält man sogenannte Fraktogramme. Die Besonderheit bei einem Fraktogramm in der Fluss-FFF ist, dass die Peaks mit zunehmender Retentionszeit eine zunehmende Partikelgröße bzw. eine größere molare Masse repräsentieren, weil die Trennung in der Fluss-FFF nur auf dem wirksamen Diffusionskoeffizienten basiert und nicht auf der Wechselwirkung zwischen einer mobilen und einer stationären Phase, wie es bei der Chromatographie der Fall ist.

## Aufbau eines FFF-Systems
Die wesentlichen Bestandteile eines FFF-Systems werden im Folgenden am Beispiel der weithin angewandten Asymmetrischen Fluss Feldfluss-Fraktionierung (AF4) dargestellt. Die Grundlage des Trennprinzips sind die orthogonal zueinander wirkenden Flüssigkeitsströme. Diese können auf unterschiedliche Weise erzeugt werden. Man kann einerseits mehrere Pumpen einsetzen. Eine Pumpe generiert dabei den Detektorfluss, also den konstanten Fluss durch den Trennkanal. Eine zweite Pumpe sorgt in diesem System für den Querfluss oder Cross Flow, der senkrecht zum Detektorfluss gerichtet ist und durch eine am Kanalboden befindliche Fritte austritt. Für die Fokussierung der injizierten Probe, bei der sich die Teilchen entsprechend ihrem Diffusionskoeffizienten im Trennkanal anordnen, kommt eine weitere Pumpe zum Einsatz.
Die einzelnen oben geschilderten Flüsse kann man aber auch mit nur einer Pumpe generieren. Dabei wird der Fluss, der von der Pumpe kommt, durch hochpräzise Ventile aufgespalten und variabel auf Detektorfluss und Querfluss verteilt. Die Steuerung dieser Vorgänge erfolgt dabei computergestützt, wobei das System schnell, exakt und ohne die Fluss- und Druckverhältnisse zu stören funktioniert. In manchen Fällen kann es notwendig sein, metallfrei oder mit organischen Lösemitteln zu arbeiten. Beides wird problemlos durch die Verwendung spezieller Bauteile ermöglicht.
Damit sich beim Trennvorgang keine störenden Gasblasen bilden, wird das Laufmittel durch einen sogenannten Inline-Degasser geführt, der gelöste Gase entfernt. Die Injektion der Probe kann sowohl manuell als auch mittels Auto-Sampler erfolgen. Im letzteren Fall können größere Probenzahlen auch automatisiert abgearbeitet werden, was zu einer erheblichen Steigerung der Produktivität führt.
Nach der Trennung können die Komponenten in Fraktionen gesammelt werden. In der Regel gelangen sie aber zu den Detektoren, in denen die Charakterisierung erfolgt.

## Trennsysteme
Grundsätzlich wird zwischen fünf Systemen unterschieden.
1. Fluss-Feldflussfraktionierung (F4)
  1. Symmetrischer-Fluss-Feldflussfraktionierung (SF4), bei ihr besteht die Ober- und die Unterseite des Kanals aus durchlässigen Fritten durch welche der Querfluss geleitet wird
  2. Asymmetrischer-Fluss-Feldflussfraktionierung (AF4), bei ihr verwendet man üblicherweise einen Kanal der als obere Begrenzung eine feste undurchlässige Wand besitzt. Wie bei der Symmetrischer-Fluss-Feldflussfraktionierung auch, besteht die untere Kanalbegrenzung aus einer porösen Fritte mit einer darauf befindlichen Membran
  3. Hohlfaser-Fluss-Feldflussfraktionierung (HF5, hollow-fiber flow field-flow fractionation): Hohlfaser aus semipermeablem Material ersetzt den Trennkanal. Hohe Sensitivität[1] bei niedrigen Flussraten und Volumina, daher auch gut mit Massenspektrometrie als Detektionsmethode kombinierbar.
2. Sedimentations-Feldflussfraktionierung (SF3), welche einen rotierenden Ringkanal verwendet, wobei das Trennfeld durch die Zentrifugalkraft erzeugt wird, auch Zentrifugal FFF genannt
3. thermische Feldflussfraktionierung (ThFFF), welche die thermische Diffusion zur Erzeugung einer Retention verwendet

Die AF4 ist die derzeit am häufigsten angewandte Form der Feldflussfraktionierung, während SF4, SF3 und ThFFF in immer mehr Applikationen Anwendung findet.

## Detektoren
Als Detektoren finden Brechungsindex-(auch RI-Detektor von engl. refractive index), Ultraviolett- (UV-) und Infrarot-Detektoren (IR) sowie Viskosimeter und Lichtstreudetektoren Einsatz. Generell unterscheidet man bei den Detektoren die so genannten Konzentrationsdetektoren, deren Signal proportional zur Konzentration ist (RI, UV und IR) von den molekülmassensensitiven Detektoren (Viskosität, Lichtstreuung). Zur Ermittlung von Molmasse und Gyrationsradius eignen sich statische Lichtstreudetektoren, die auch als SLS oder MALS bezeichnet werden. Für die Ermittlung des hydrodynamischen Radius eignet sich die online Kopplung mit Detektoren, die nach dem Prinzip der dynamischen Lichtstreuung z. B. bei Mikro- oder Nanopartikeln die Partikelgröße bestimmen können. Seit einiger Zeit wird auch die Kopplung mit der Massenspektrometrie mit induktiv gekoppeltem Plasma (ICP-MS) zur Ermittlung der partikelgrößenabhängigen Verteilung der elementaren Zusammensetzungen eingesetzt.

## Kalibrierung
Konventionelle Kalibrierung unter Verwendung eines Konzentrationsdetektors: Zur Kalibrierung werden Polymerstandards mit niedrigen Polydispersitäten eingesetzt. Als Ergebnis erhält man relative molare Massen.
Bei Verwendung eines Konzentrationsdetektors in Verbindung mit einem Viskositätsdetektor: Zur Kalibrierung werden Polymerstandards mit niedrigen Polydispersitäten eingesetzt und eine Kalibrationskurve Log (molare Masse × intrinsische Viskosität) aufgestellt. Da das Produkt von (molarer Masse × intrinsische Viskosität) proportional zum hydrodynamischen Radius ist, lassen sich so die relativen bzw. absoluten molaren Massen berechnen.

## Lichtstreudetektion
Durch Einsatz eines Lichtstreudetektors entfällt das Aufstellen einer Kalibrationskurve. Der Lichtstreudetektor misst direkt die absoluten molaren Massen. Zur Auswertung ist zusätzlich ein Konzentrationsdetektor notwendig. Die Rayleigh-Gleichung beschreibt die Rayleigh-Streuung bzw. den Zusammenhang zwischen der gestreuten Lichtintensität, die durch das so genannte Rayleigh-Verhältnis R(θ) ausgedrückt wird, der Polymerkonzentration c und der gewichtsgemittelten Molekülmasse Mw. Dabei ist K eine optische Konstante und A2 der zweite Virialkoeffizient. Bei der Mehrwinkel-Lichtstreuung wird die Intensität des gestreuten Lichts aus mehreren Winkeln simultan gemessen und anhand der Daten mittels linearer Regression die Molmasse bestimmt. Dadurch wird klar, dass der Messbereich umso größer und die ermittelten Werte umso exakter sind, je mehr Messpunkte, also Winkel, für die Bestimmung herangezogen werden. Dabei ist es wichtig zu erwähnen, dass die Bestimmung der Molmassen absolut erfolgt, d. h. ohne Kalibrierung oder Bezug zu Standards. Die leistungsfähigsten Geräte arbeiten daher mit bis zu 18 Winkeln. Aber nicht nur die Zahl der eingesetzten Winkel ist wichtig. Entscheidend für die Qualität der Messung ist ebenso das Signal-Rausch-Verhältnis des Systems. So kann man auch mit 3-Winkel-Geräten sehr präzise Messergebnisse erzielen, wenn es sich um kleine Molmassen handelt.
{\displaystyle {\frac {Kc}{R(\Theta )}}={\frac {1}{M_{w}P(\Theta )}}+2A_{2}c}

## Weiterführende Literatur
- Andrea Zattoni, Diana Cristina Rambaldi, Sonia Casolari, Barbara Roda, Pierluigi Reschiglian: Tandem hollow-fiber flow field-flow fractionation. In: Journal of Chromatography A. Band 1218, Nr. 27, 8. Juli 2011, S. 4132–4137, doi:10.1016/j.chroma.2011.02.051, PMID 21419413.
- B. Roda, A. Zattoni, P. Reschiglian, M. H. Moon, M. Mirasoli, E. Michelini, A. Roda: Field-flow fractionation in bioanalysis: A review of recent trends. In: Analytica Chimica Acta. Band 635, Nummer 2, März 2009, ISSN 1873-4324, S. 132–143, doi:10.1016/j.aca.2009.01.015, PMID 19216870 (Review).
- P. Reschiglian, M. H. Moon: Flow field-flow fractionation: a pre-analytical method for proteomics. In: Journal of proteomics. Band 71, Nummer 3, August 2008, ISSN 1874-3919, S. 265–276, doi:10.1016/j.jprot.2008.06.002, PMID 18602503 (Review).
- J. Chmelik: Applications of field-flow fractionation in proteomics: presence and future. In: Proteomics. Band 7, Nummer 16, August 2007, ISSN 1615-9853, S. 2719–2728, doi:10.1002/pmic.200700113, PMID 17639605 (Review).